# マイケル・グリーン (政治学者)
マイケル・ジョナサン・グリーン（Michael Jonathan Green、1961年 - ）は、アメリカ合衆国の政治学者。専門は東アジアの政治外交、特に日本の安全保障政策。現在はジョージタウン大学外交政策学部教授、上智大学特任教授、戦略国際問題研究所（CSIS）副理事長。ジャパン・ハンドラーのアメリカ人学者として、日本のメディアへ露出も多い。

## 略歴
- 1983年 - ケニオン大学史学専攻卒業
- 1987年 - ジョンズ・ホプキンス大学高等国際問題研究大学院（SAIS）修士課程修了
- 1994年 - 同博士課程修了、Ph.D。
- 1994年 - ジョンズ・ホプキンス大学助教授（-1995年）
- 1995年 - 防衛分析研究所（IDA）研究員（-1997年）、ジョンズ・ホプキンス大学客員講師（-2001年）
- 1997年 - アメリカ国防総省アジア・太平洋部局特別補佐官（-2000年）、外交問題評議会（CFR）上席研究員（-2000年、アジア安全保障担当）
- 2001年 - アメリカ国家安全保障会議（NSC）日本・朝鮮担当部長（-2004年）
- 2004年 - NSC上級アジア部長兼東アジア担当大統領特別補佐官（-2005年）
- 2005年 - ジョージタウン大学外交政策学部准教授、戦略国際問題研究所（CSIS）上級顧問・日本部長
- 2012年 - CSIS上級副所長
- 2014年 - CSIS副理事長

## 人物
- 1980年代、日本経済の研究を行なうアメリカ人研究者が多い中で、当初から日本の安全保障政策を主要な研究テーマとしていた。
- 滞日経験もあり、日本語も堪能である[1]。1983年に文部省の「語学指導等を行う外国青年招致事業（JETプログラム）」により、英語教員として訪日する。さらに大学院在学時にも何度か訪日し、フルブライト奨学金給付留学生として東京大学に留学。岩手日報の記者や、椎名素夫の秘書なども務めた。

## 政治的立場・活動
- 冷戦終結後から一貫して日米の安全保障関係強化を提唱。ビル・クリントン政権では日本の安全保障政策を知る若手研究者としてエズラ・ヴォーゲル国家情報会議東アジア担当分析官やジョセフ・ナイ国際安全保障担当国防次官補などのブレーントラストとして働き、「日米安全保障再定義」「日米新ガイドライン策定」などの日米同盟強化の動きを支えた。知日派のアメリカ要人として知られるリチャード・アーミテージらがまとめた日米同盟強化を提唱する超党派の政策提言「アーミテージ＝ナイ・レポート」（第1次2000年、第2次2007年、第3次2015年、第4次2018年）にも執筆者として加わっている。
- ジョージ・W・ブッシュ政権ではアメリカ国家安全保障会議（NSC）のスタッフとして日本・朝鮮担当部長（2001年4月-2004年1月）、アジア上級部長（2004年1月-2005年12月）を歴任し、アーミテージ国務副長官、ジェイムズ・ケリー東アジア・太平洋担当国務次官補とならぶ「知日派（ジャパン・ハンドラーズ）」と称された。日本の政治家では安倍晋三と懇意で、ジョージ・W・ブッシュ政権時代は安倍と頻繁に連絡を取り、日米両政府のパイプ役を務めた[1]。
- 歴史認識問題をめぐっては日本の穏健な対応を望む立場であり、米議会での慰安婦決議をめぐる日本の保守派政治家の反応には批判的な立場を取った[2]。また、安倍が実現を目指している諸政策（河野談話の見直し、首相の靖国神社参拝、尖閣諸島への公務員常駐施設の設置）についても、日米関係など日本の対外関係に悪影響を及ぼしかねないと述べている[3]。河野談話の見直しについては、日韓関係や北東アジアにおけるアメリカの戦略的立場を悪化させ、近隣諸国間の分断を図る中国を利することにつながるとして、懸念を表明している[4]。尖閣諸島への公務員常駐については、日本が連携するべきアメリカや周辺国（フィリピンやオーストラリアなど）との関係を複雑にするとして、常駐はしない方が良いとの立場を取っている[1]。
- 日韓関係においては、日本が国会細部的な事項に対する反省をすべて込めて国会で全員一致で声明を発表するのが一つの方法だと述べている。また日韓が争えばアジアでの米国の利益が打撃を受けるため、ワシントンでは日韓両国に圧力を加える方法について話し合われていると述べている[5]。
- 2019年12月3日、BS日テレの番組「深層NEWS」に林芳正とともに出演。日韓秘密軍事情報保護協定問題を含めた東アジアの安全保障について議論した[6]。

## 著作

### 単著
- Arming Japan: Defense Production, Alliance Politics, and the Postwar Search for Autonomy, (Columbia University Press, 1995).
- Japan's Reluctant Realism: Foreign Policy Challenges in an Era of Uncertain Power, (Palgrave, 2001).
- By More than Providence: Grand Strategy and American Power in the Asia Pacific since 1783, (Columbia University Press, 2017).

細谷雄一監訳『アメリカのアジア戦略史　建国期から21世紀まで』上下巻（勁草書房,2024年）
- Line of Advantage: Japan’s Grand Strategy in the Era of Abe, (Columbia University Press, 2022).

上原裕美子訳『安倍晋三と日本の大戦略──21世紀の「利益線」構想』（日本経済新聞出版,2023年）

### 共編著
- The U.S.-Japan Alliance: Past, Present, and Future, co-edited with Patrick M. Cronin , (Council on Foreign Relations Press, 1999).

川上高司監訳『日米同盟――米国の戦略』（勁草書房, 1999年）

### 日本語で読むことが可能な文献（抜粋）
- 「転換期の日米同盟関係」『外交時報』1994年11・12月合併号
- 「日本はどう進むべきか（共著）」『諸君!』1995年7月号
- 「米、日、韓三か国の安全保障協力――その取り組みと重要課題ならびに展望」『Humnan Security』2号（1997年） (PDF)
- 「日米同盟とこれから東アジアの安全保障」細谷千博・信田智人編『新時代の日米関係――パートナーシップを再定義する』（有斐閣, 1998年）
- 「日米同盟の再確認および再定義」宮里政玄編『アジア・太平洋における国際協力――日本の役割』（三嶺書房, 1998年）
- 「新ガイドライン法整備――やっと一歩を踏み出した（共著）」『This is 読売』1998年3月号
- 「日本がとるべき現実的安全保障政策とは」『論争東洋経済』2000年3月号
- 「能動的な協力関係の構築に向けて――冷戦後の同盟漂流に対する80年代の教訓」入江昭、ロバート・A・ワンプラー編『日米戦後関係史(パートナーシップ)1951‐2001』（講談社インターナショナル, 2001年）
- 「冷戦後の日米同盟――不確実な世界の現状維持国家関係（共著）」船橋洋一編『同盟の比較研究――冷戦後秩序を求めて』（日本評論社, 2001年）
- 「力のバランス――安全保障」スティーヴン・K・ヴォーゲル編（読売新聞社調査研究本部訳）『対立か協調か――新しい日米パートナーシップを求めて』（中央公論新社, 2002年）
- 「生物・化学・大量破壊兵器テロにどう対処するか――アメリカが同盟国日本に望むこと」『中央公論』2001年11月号
- 「国連安保理の議席は日本の国益にとって如何に重要か？」『国際安全保障』34巻2号（2006年）
- 「復活した日本と現実主義外交の伝統」『論座』2007年4月号